# Reuzenpompoen
De reuzenpompoen (Cucurbita maxima) is een plant uit de komkommerfamilie (Cucurbitaceae) die afstamt van de wilde, in Zuid-Amerika voorkomende Cucurbita andreana. De soort verschilt van de andere pompoensoorten in de bijna ronde, bij de vruchtaanzet niet verbrede vruchtstelen en door vezelvrij, bij het koken uiteenvallend vruchtvlees. Deze soort heeft minder warmte nodig en kan daarom ook in gematigde klimaten als zomervrucht worden geteeld.
De vrucht kan een doorsnede bereiken van wel 1 m en een gewicht van 70 kg. De vrucht is bolrond met een afgeplatte boven- en onderkant. De vrucht wordt vaak gebruikt als sier in huis en tuin en op tentoonstellingen. De stengels kunnen 10 m lang worden. De plant heeft ranken om mee te klimmen.
Ook kan van jonge vruchten, als ze 5-10 kg zwaar zijn, jam gemaakt worden en kunnen ze net als de komkommer, augurk en courgette als smaakdrager worden gebruikt. Het meest geschikte ras hiervoor is 'goliath'. Het ras 'gele reuzenpompoen' is hier vanwege het meer vezelige vruchtvlees minder geschikt voor.
De kleinere, Japanse rassen met een gewicht van 2-4 kg hebben een betere smaak. Er is een Japans ras met oranje kleur, zeer stevig vruchtvlees en een zoete smaak. Ook is er een groenkleurig ras, wel kastanjepompoen genoemd, dat een iets pittige, kastanje-achtige smaak heeft en stevig okerkleurig vruchtvlees.
De Hokkaido-pompoen (Cucurbita maxima var. hubbaridianna) is een van het Japanse eiland Hokkaido stammende kleine reuzenpompoen. Het is een kleine breedronde, oranjerode of donkergroene pompoen met een gewicht van 1-2 kg. De schil van deze vrucht, kan in tegenstelling tot de meeste andere pompoenen ook worden opgegeten. Het vruchtvlees heeft een nootachtige smaak en een stevige consistentie en bevat nauwelijks merkbare vezels.
De tot dan toe in Japan onbekende reuzenpompoen werd in 1878 door Amerikaanse boeren naar Hokkaido gebracht. Daar werd uit de harde en smaakloze variëteit 'hubbart' de 'kuri aji' (Japans voor kastanjesmaak) gekweekt. Sinds 1990 wordt dit ras ook in Europa verbouwd en is hij regelmatig in de handel verkrijgbaar.

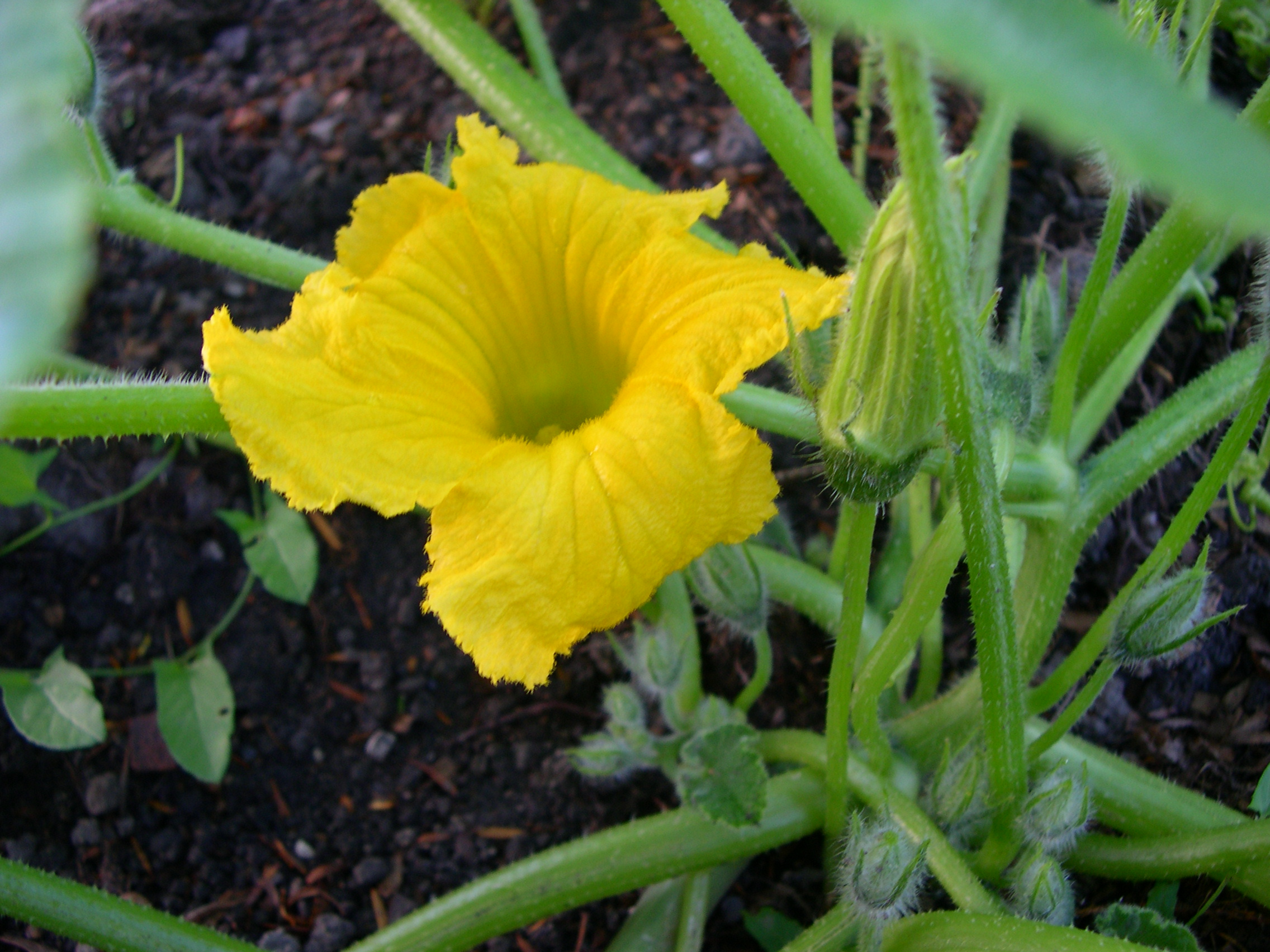
bloem
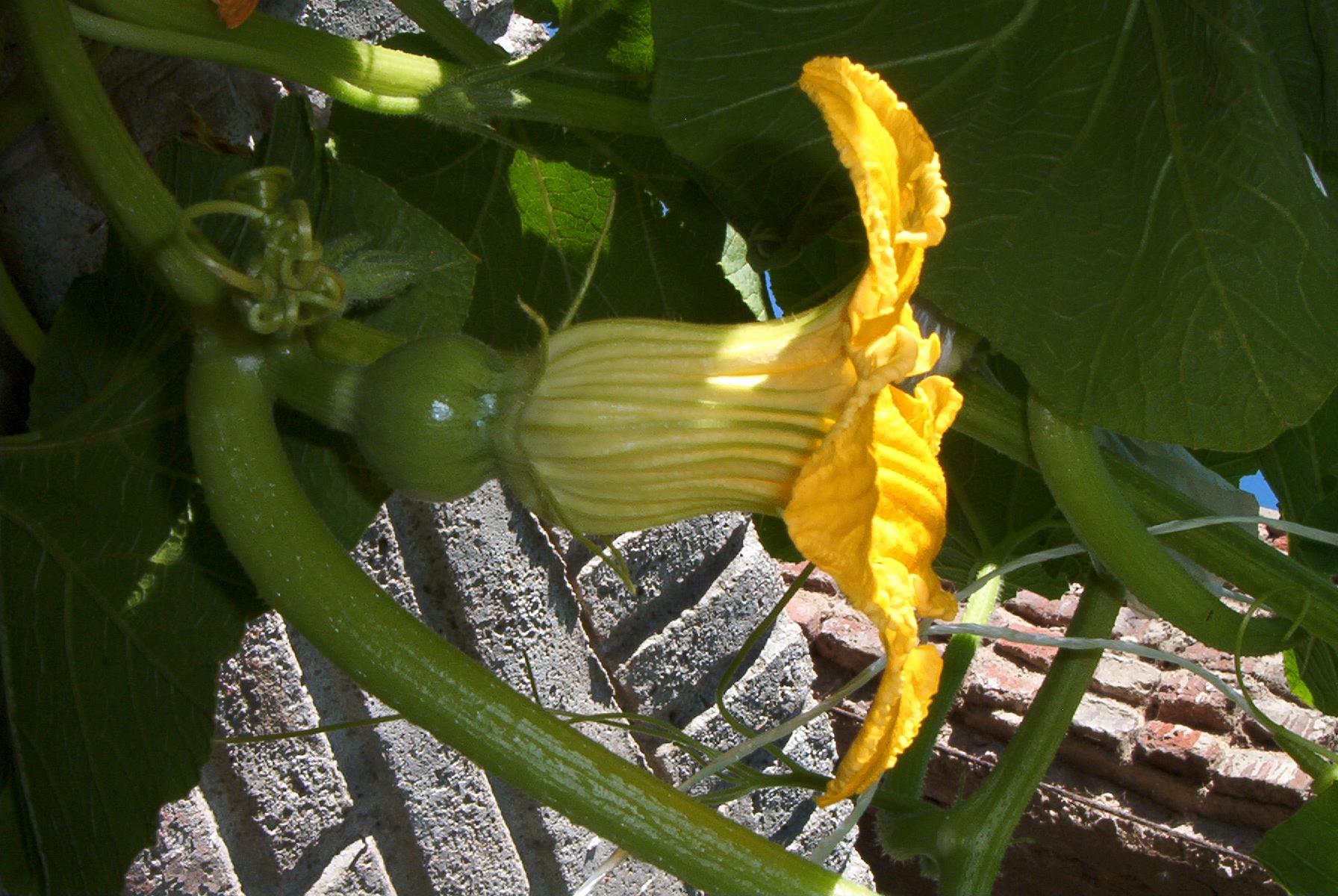
bloem van opzij
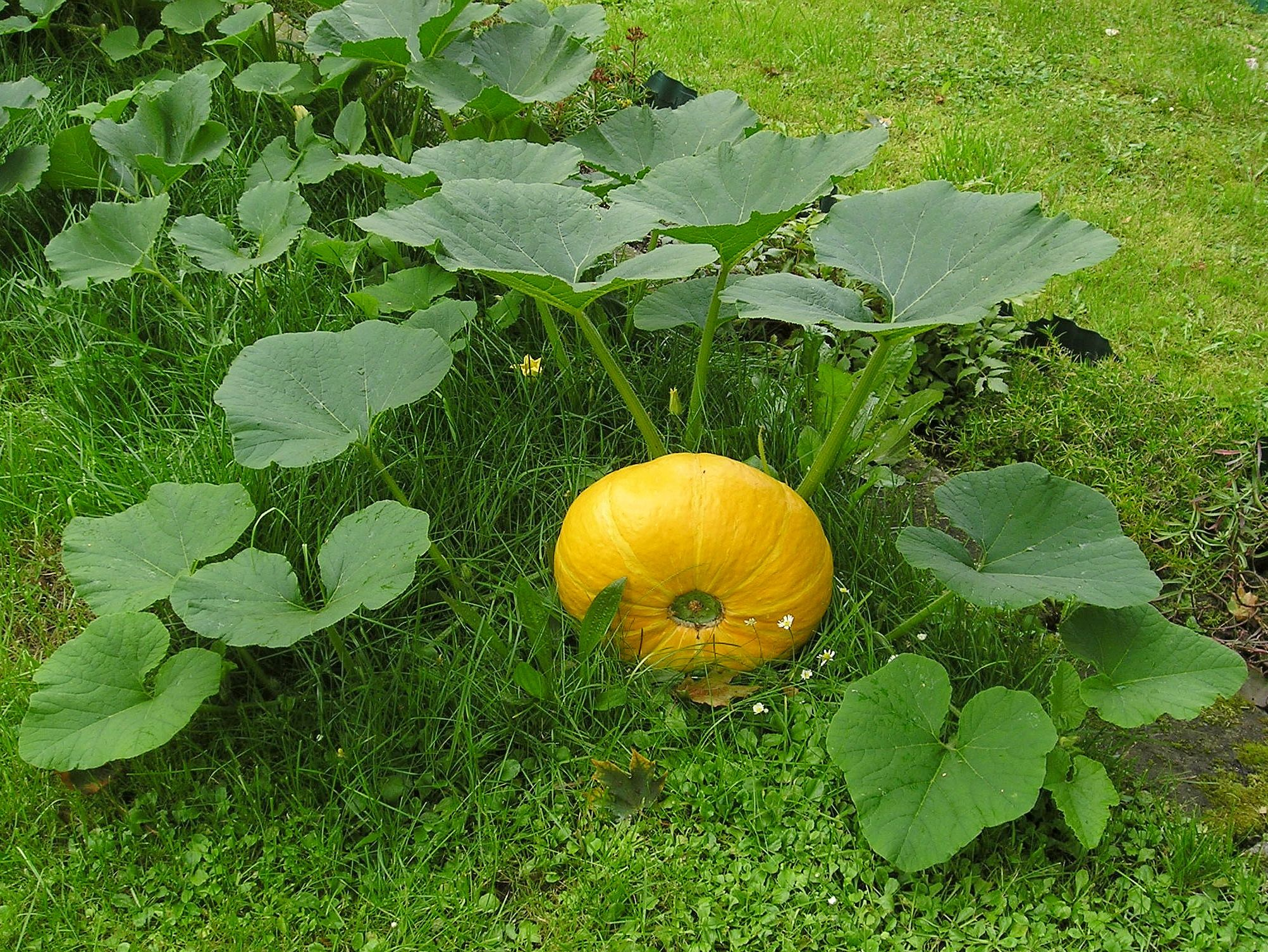
pompoen
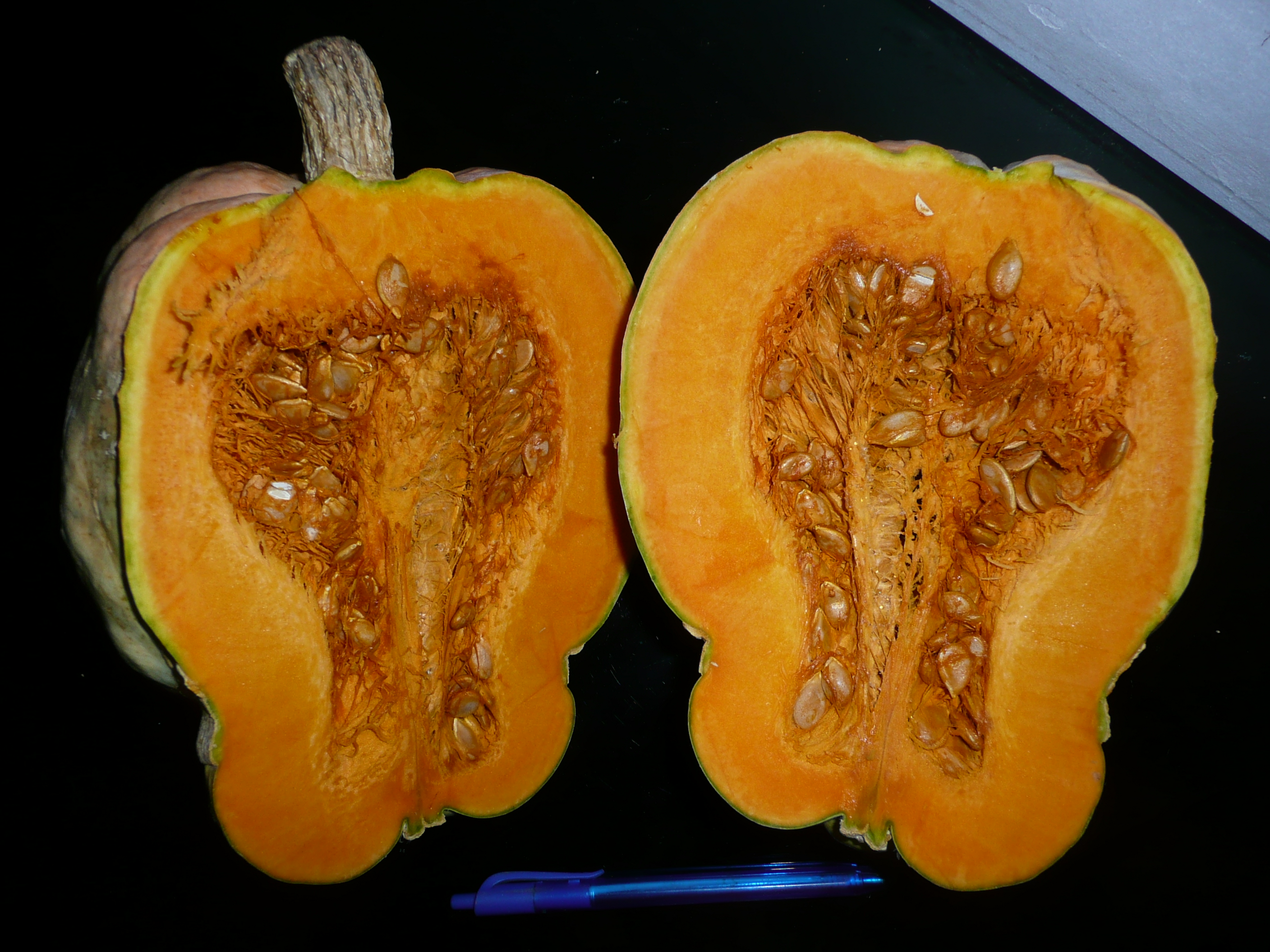
doorgesneden pompoen
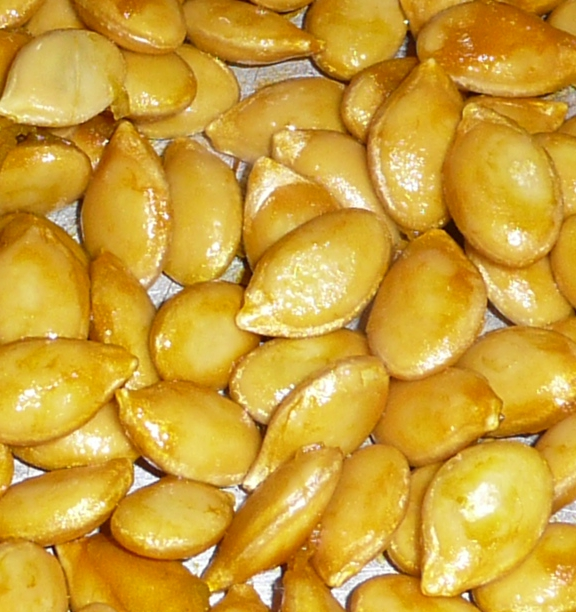
zaden